# Love came down at Christmas

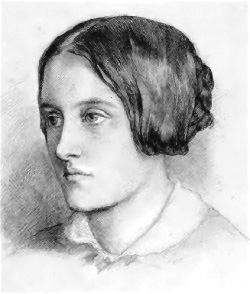
Christina Rossetti, porträtiert von ihrem Bruder

Love Came Down at Christmas ("Liebe kam zur Weihnacht") ist ein Weihnachtsgedicht von Christina Rossetti (1830–1894), von der auch das christliche Gedicht In the Bleak Midwinter ("Mitten im kalten Winter") stammt.
Es wurde zuerst ohne Titel veröffentlicht in Time Flies: A Reading Diary im Jahr 1885 und später unter dem Titel Christmastide in die Sammlung Verses (1893) aufgenommen.
Es wurde von vielen Komponisten als Weihnachtslied (Christmas carol) vertont, darunter Harold Darke, Leo Sowerby (1895–1968), John Kelsall, John Rutter und Reginald Owen Morris (1886–1948) und unter anderem von Stephen Cleobury arrangiert. Es wird auch auf die traditionelle irische Melodie Garton gesungen.
William Studwell beschreibt das Gedicht als simple, direct and sincere ("einfach, direkt und aufrichtig") und merkt an, dass es ein seltenes Beispiel für ein Carol sei, welches den Nachteil überwunden habe, "not having a tune (or two or three) which has caught the imagination of holiday audiences".

## Text
| Englisch | Übersetzung |
| --- | --- |
| Love came down at Christmas, Love all lovely, Love Divine; Love was born at Christmas, Star and Angels gave the sign. Worship we the Godhead, Love Incarnate, Love Divine; Worship we our Jesus: But wherewith for sacred sign? Love shall be our token, Love shall be yours and love be mine, Love to God and all men, Love for plea and gift and sign. | Liebe kam zur Weihnacht, Liebe ganz lieblich, göttliche Liebe, Liebe wurde zur Weihnacht geboren, Stern und Engel gaben das Zeichen. Preisen wir Gott, Fleischgewordene Liebe, göttliche Liebe, Beten wir unseren Jesus an, Aber womit als heiliges Zeichen? Liebe soll unser Zeichen sein, Liebe soll dein sein, und Liebe mein sein, Die Liebe zu Gott und allen Menschen, Die Liebe zu Bitte und Geschenk und Zeichen. |

## Videos
- Klangbeispiel: (a) (R. O. Morris); (b) (John Rutter)